# Cykowo (obwód wołogodzki)
Cykowo (ros. Циково) – wieś w Rosji, w rejonie czerepowieckim obwodu wołogodzkiego. W 2010 r. liczyła 15 mieszkańców.